# 1947 في بولندا
فيما يلي قوائم الأحداث التي وقعت خلال عام 1947 في بولندا.

## سياسة

### تعيين في المنصب
- 2 يوليو – تاديوس بوروسيا كوموروفسكي رئيس مجلس وزراء بولندا.

## مواليد

### فبراير
- 26 فبراير – يانوش كيرزكوسكي درّاج طريق بولندي.
- 28 فبراير – فلودزيميرز لوبانسكي لاعب كرة قدم بولندي.[1]

### أكتوبر
- 23 أكتوبر – كازيميرز دينا لاعب كرة قدم بولندي.[2]

## وفيات

### يناير
- 16 يناير – هيلموث فون بانويتز (مواليد 1898)[3]
- 22 يناير – ماكس بيرغ (مواليد 1870) مهندس معماري ألماني.[4]

### فبراير
- 12 فبراير – كورت ليفين (مواليد 1890) عالم نفس أمريكي.[5]

### مارس
- 28 مارس – كارول سفرتشيفيسكي (مواليد 1897)

### يونيو
- 26 يونيو – ماريا مورافسكايا (مواليد 1890) شاعرة روسية.[6]

### أغسطس
- 8 أغسطس – أنطون دينيكين (مواليد 1872)[7]

### سبتمبر
- 29 سبتمبر – يوهانس شوبرت (مواليد 1859) رياضياتي ألماني.

### أكتوبر
- 10 أكتوبر – زامباور (مواليد 1866)